# ISO 3166-2:AM
ISO 3166-2:AM è la specifica dello standard ISO 3166-2, parte della norma ISO 3166 dell'Organizzazione internazionale per la normazione (ISO), che definisce i codici per i nomi delle principali suddivisioni dell'Armenia (il cui codice ISO 3166-1 alpha-2 è AM).
Attualmente i codici coprono le 10 province e la capitale Erevan. Iniziano con la sigla AM-, seguita da due lettere.

## Codici attuali
I codici e i nomi sono elencati nell'ordine standard ufficiale pubblicato dalla ISO 3166 Maintenance Agency (ISO 3166/MA).
| Codice | Suddivisione  | Tipo di suddivisione |
| ------ | ------------- | -------------------- |
| AM-ER  | Erevan        | città                |
| AM-AG  | Aragaçotn     | provincia            |
| AM-AR  | Ararat        | provincia            |
| AM-AV  | Armavir       | provincia            |
| AM-GR  | Geġark’ownik’ | provincia            |
| AM-KT  | Kotayk'       | provincia            |
| AM-LO  | Loṙi          | provincia            |
| AM-SH  | Širak         | provincia            |
| AM-SU  | Syunik        | provincia            |
| AM-TV  | Tavowš        | provincia            |
| AM-VD  | Vayoc’ Jor    | provincia            |